# Zhuo Lin

Deng Xiaoping i Zhuo Lin podczas spotkania z Jimmym i Rosalynn Carterami w Białym Domu, 29 stycznia 1979

Zhuo Lin (chiń. 卓琳; pinyin Zhuō Lín; ur. 6 kwietnia 1916 w prowincji Junnan, zm. 29 lipca 2009 w Pekinie) – chińska pierwsza dama, wdowa po Deng Xiaopingu.
W 1939 roku poślubiła działacza KPCh Deng Xiaopinga, z którym miała pięcioro dzieci – trzy córki: Deng Lin, Deng Nan, Deng Rong oraz dwóch synów: Deng Pufanga i Deng Zhifanga.
W okresie 1978 – 1989 jej mąż był faktycznym przywódcą Chińskiej Republiki Ludowej.